# Kaplica św. Idziego w Krobi
Kaplica św. Idziego w Krobi – kaplica rzymskokatolicka na cmentarzu w Krobi, w stylu romańskim, należąca do najstarszych obiektów kultu chrześcijańskiego w Wielkopolsce. Od 7 marca 1931 w rejestrze zabytków (wpis nr 315). Obecnie pełni funkcję kaplicy cmentarnej.
Kaplica cmentarna św. Idziego powstała na początku XII stulecia, prawdopodobnie z fundacji Władysława Hermana lub Piotra Włostowica. Dokładna data budowy nie jest znana m.in. z powodu spalenia dokumentów miejskich w pożarze Krobi w XVIII wieku. W 1440 roku została odnowiona z inicjatywy biskupa poznańskiego Andrzeja Bnińskiego. W 1605 roku renowacji poddano portal i szczyt zachodni, a w 1802 położono nowy strop oraz dokonano naprawy murów. W 1929 roku prace budowlane objęły ponownie stropy, a także elewacje świątyni.
Do czasu konsekracji kościoła pw. św. Mikołaja kaplica św. Idziego pełniła funkcję kościoła parafialnego. 
Świątynia jest orientowana, z murami z ciosanego kamienia polnego, przy czym na narożach i przy portalach znajdują się okładziny piaskowcowe. Absyda jest ceglana, z domieszką kamieni polnych. W ołtarzu głównym znajduje się XVI-wieczny obraz Matki Boskiej. 
Ze świątynią związana jest legenda, zgodnie z którą powstała ona w miejscu dawnej pustelni zamieszkiwanej przez starca, który przechytrzył śmierć.